# Sociedad de Arqueología Bíblica
La Sociedad de Arqueología Bíblica fue fundada en 1974 por el abogado estadounidense Hershel Shanks, como una organización no sectaria que apoya y promueve la arqueología bíblica. Sus publicaciones actuales incluyen la Biblical Archaeology Review, mientras que anteriormente circuló la Bible Review (1985-2005) y Archaeology Odyssey (1998-2006). La Sociedad de Arqueología Bíblica también publica libros sobre arqueología bíblica dirigidos al público general. Durante más de 45 años, la sociedad ha organizado seminarios y visitas guiadas que ofrecen la oportunidad de aprender directamente de arqueólogos y académicos. También ha producido videos (DVD) y CDs sobre arqueología y arqueología bíblica.
La Sociedad de Arqueología Bíblica ha ganado reconocimiento mundial gracias a su popular publicación Biblical Archaeology Review. También se ha visto envuelta en varios escándalos con respecto a la autenticidad de ciertos objetos.

## Historia
La Sociedad de Arqueología Bíblica fue fundada por el abogado y arqueólogo aficionado Hershel Shanks en 1974. A pesar de no haber estudiado nunca arqueología ni religión, Shanks se inspiró en un año sabático dedicado a las excavaciones arqueológicas de Jerusalén. A su regreso, Hershel publicó un artículo en The Israel Exploration Journal y contactó con revistas estadounidenses con la esperanza de publicar una serie similar de columnas sobre arqueología bíblica. Estas propuestas fueron rechazadas, lo que llevó a Shanks a fundar su propia publicación, Biblical Archaeology Newsletter. En 1974, la Sociedad de Arqueología Bíblica era una corporación reconocida sin fines de lucro y, para 1975, el grupo había publicado su primera edición de la nueva Biblical Archaeology Review. Shanks se consideraba un extraño en el campo y atribuye al arqueólogo israelí Yigael Yadin la importancia crucial de sus primeros esfuerzos para hacer que la arqueología fuera accesible a través de la sociedad. Fueron estas primeras publicaciones las que, según Shanks, condujeron a sitios de excavación ahora controvertidos, como el palacio funerario de David y la entrada al Túnel de Ezequías. Shanks sugirió que su deseo era simplemente publicar «un pequeño boletín sobre Israel como tierra de piedras» y que la posterior circulación exitosa de la revista fue «un sueño». A principios de la década de 2000, la Sociedad de Arqueología Bíblica había alcanzado su punto máximo de 250.000 suscriptores y le había valido a Shanks el título de «el arqueólogo bíblico aficionado más influyente del mundo». Se dice que la Sociedad de Arqueología Bíblica, junto con su fundador, «transformó… la trayectoria» no sólo de los estudios arqueológicos, sino también de la comprensión de los «mundos judío y cristiano».

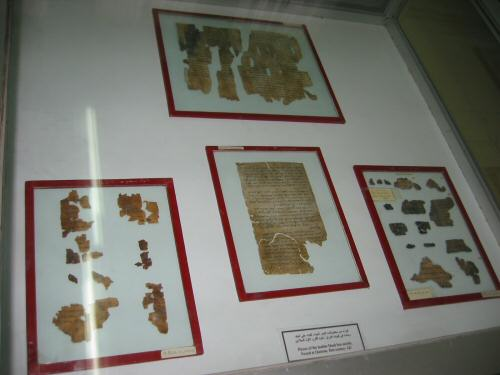
Una imagen de los Manuscritos del Mar Muerto enmarcados en el Museo de la Biblia, Washington D. C.

En 1985, la Sociedad de Arqueología Bíblica, bajo la dirección de Shanks, centró sus operaciones en la accesibilidad de los Manuscritos del Mar Muerto. Los rollos formaban algunos de los escritos bíblicos más antiguos y, como tales, se consideraron cruciales para esclarecer el desarrollo tanto del cristianismo como del judaísmo. Sin embargo, Shanks cuestionó el "monopolio" sobre el acceso a los rollos, otorgado a un grupo selecto dentro del Departamento de Antigüedades de Israel. La Biblical Archaeology Review había caracterizado el impulso para el acceso como una “cuestión de libertad intelectual y el derecho al acceso académico”. Para 1991, los rollos se hicieron ampliamente publicitados después de que la Sociedad de Arqueología Bíblica publicara dos volúmenes de las fotografías de los rollos y una versión generada por computadora en un "acto final en el drama para acceder a los Rollos del Mar Muerto". En 2001, la sociedad había publicado casi todas las transcripciones de los rollos al público en general, lo que se decía que había "cambiado las reglas del juego" en lo que respecta al acceso público a los hallazgos arqueológicos silenciados.
Shanks fue editor durante 42 años y se jubiló a finales de 2017. Robert R. Cargill fue seleccionado para reemplazarlo como editor de la sociedad y publicaciones asociadas en 2018. Cargill renunció en 2021 y fue reemplazado por Glenn J. Corbett. Hershel Shanks falleció en 2021, aparentemente a causa del virus del COVID-19.

## Actividades

### The Biblical Archaeology Review
La Sociedad de Arqueología Bíblica publica su propia revista, la Biblical Archaeology Review (BAR), que ha generado un amplio seguimiento público. La revista es aconfesional y "no académica", y como tal, se le atribuye la tarea de establecer la agenda para el debate en torno a temas relacionados con la Biblia y la arqueología. Shanks declaró que veía un fracaso general en la publicación de los resultados de las excavaciones por parte de los expertos y, por lo tanto, buscó remediarlo mediante la creación de la revista. The Biblical Archaeology Review cuenta con la colaboración de académicos, investigadores y expertos en arqueología. Se ha sugerido que la revisión de la sociedad ejerce "una especie de control de facto" sobre los principales medios de comunicación en lo que respecta a los trabajos arqueológicos bíblicos y, como tal, se le considera "el guardián" de la mayoría de los principales medios de comunicación.
La revista analiza tanto los últimos descubrimientos como las controversias en el campo arqueológico, ofreciendo una publicación multidisciplinar con fotografías, mapas y diagramas. A través de esta publicación, la Sociedad de Arqueología Bíblica ha planteado la importante necesidad de publicar los Manuscritos del Mar Muerto de forma igualitaria. La publicación también promovió un análisis arqueológico exhaustivo y renovado sobre el Monte del Templo, además de un informe sobre asuntos litigiosos, en relación con una demanda que involucra a musulmanes acusados de destruir un sitio histórico para tres de las principales religiones del mundo. Además, la publicación permite un foro en el que se pueden cuestionar los estudios analíticos de importantes artefactos bíblicos.
Se considera que el contenido de The Biblical Archaeology Review articula el campo académico de la arqueología y los estudios bíblicos de una manera comprensible y de fácil lectura para un público general más amplio. Es decir, su publicación se ha argumentado como un paliativo para la capacidad perdida del campo de la arqueología de comunicarse más allá de la academia misma y para cerrar la brecha entre la investigación académica y el deseo del público lego sobre cuestiones arqueológicas clave. Se dijo que la revista había "simplificado la erudición y los escritos esotéricos", a los que se les atribuyeron "titulares tentadores". Se ha sugerido que la difusión de noticias arqueológicas por parte de la sociedad a través de su revista utiliza tácticas sensacionalistas.
La Sociedad de Arqueología Bíblica ha producido dos publicaciones más pequeñas: la Bible Review (1985-2005) y la Archaeology Odyssey (1998-2006). La sociedad también publica el blog diario Bible History Daily y organiza ciclos de conferencias y visitas a sitios arqueológicos con destacados académicos en los campos de la arqueología y los estudios bíblicos.

### Reuniones
La Sociedad de Arqueología Bíblica es la anfitriona de seminarios y reuniones anuales en los que se discuten asuntos arqueológicos y bíblicos contemporáneos. Al hacer esto, compiten con otras conferencias y organizaciones arqueológicas, como la Sociedad Americana de Investigación en el Extranjero y la Sociedad de Literatura Bíblica. Los seminarios y reuniones de la Sociedad de Arqueología Bíblica se presentan para un público amplio con interés en la arqueología bíblica, a diferencia de ASOR y SBL y otros, cuyas reuniones están dirigidas a académicos y arqueólogos en activo.

### Excavaciones y descubrimientos
La Sociedad de Arqueología Bíblica adopta un enfoque de arqueología histórica para sus excavaciones, donde sus investigadores buscan comprender la relación entre los textos sagrados o antiguos y la geografía donde se encuentran. La Sociedad de Arqueología Bíblica publica anualmente una Guía de Excavaciones, que enumera los próximos proyectos de excavación en Israel y Jordania, a los que se invita a los voluntarios a postularse. Además, la sociedad ofrece un Programa de Becas en curso que proporciona fondos para que las personas participen en excavaciones.
La Sociedad de Arqueología Bíblica ha colaborado y llevado a cabo múltiples excavaciones, incluidas las de los sitios de Tall al-Umayri y Tall Jalul, de la tribu rubenita. Sus contribuciones a la excavación de Tall al-Umayri ayudaron a desarrollar una mayor comprensión de las genealogías bíblicas y la naturaleza del proceso de asentamiento en relación con la tribu hebrea de Rubén. De manera similar, durante la excavación de Tall Jalul se descubrieron numerosos fragmentos de objetos, incluyendo figurillas iconográficas de animales representativos como deidades o fuerzas apotropaicas. Las excavaciones de la sociedad condujeron al descubrimiento y apertura de la «atracción arqueológica más nueva de Jerusalén», dirigida por uno de sus miembros fundadores, Eilat Mazar. Se descubrió que el sitio de la Muralla de la Ciudad de Ofel se encontraba debajo del Monte del Templo y encima de la Ciudad de David, lo que condujo a nuevas revelaciones en torno a uno de los reyes más codiciados de la Biblia, Salomón. Posteriormente, en 2009, la sociedad anunció, en un artículo adicional de su revista, el descubrimiento en Ofel de un sello de arcilla (bulla) que data del siglo VIII a. C. del rey Ezequías. Descubierta por Eilat Mazar, se cree que la bulla lleva inscrito el nombre de Isaías, uno de los profetas más importantes del Antiguo Testamento. Sin embargo, algunos estudiosos cuestionan el origen bíblico de la bulla, ya que no se hace referencia al profeta con un artículo definido, simplemente como "profeta", no como "el profeta".

## Controversias

### Granada de marfil

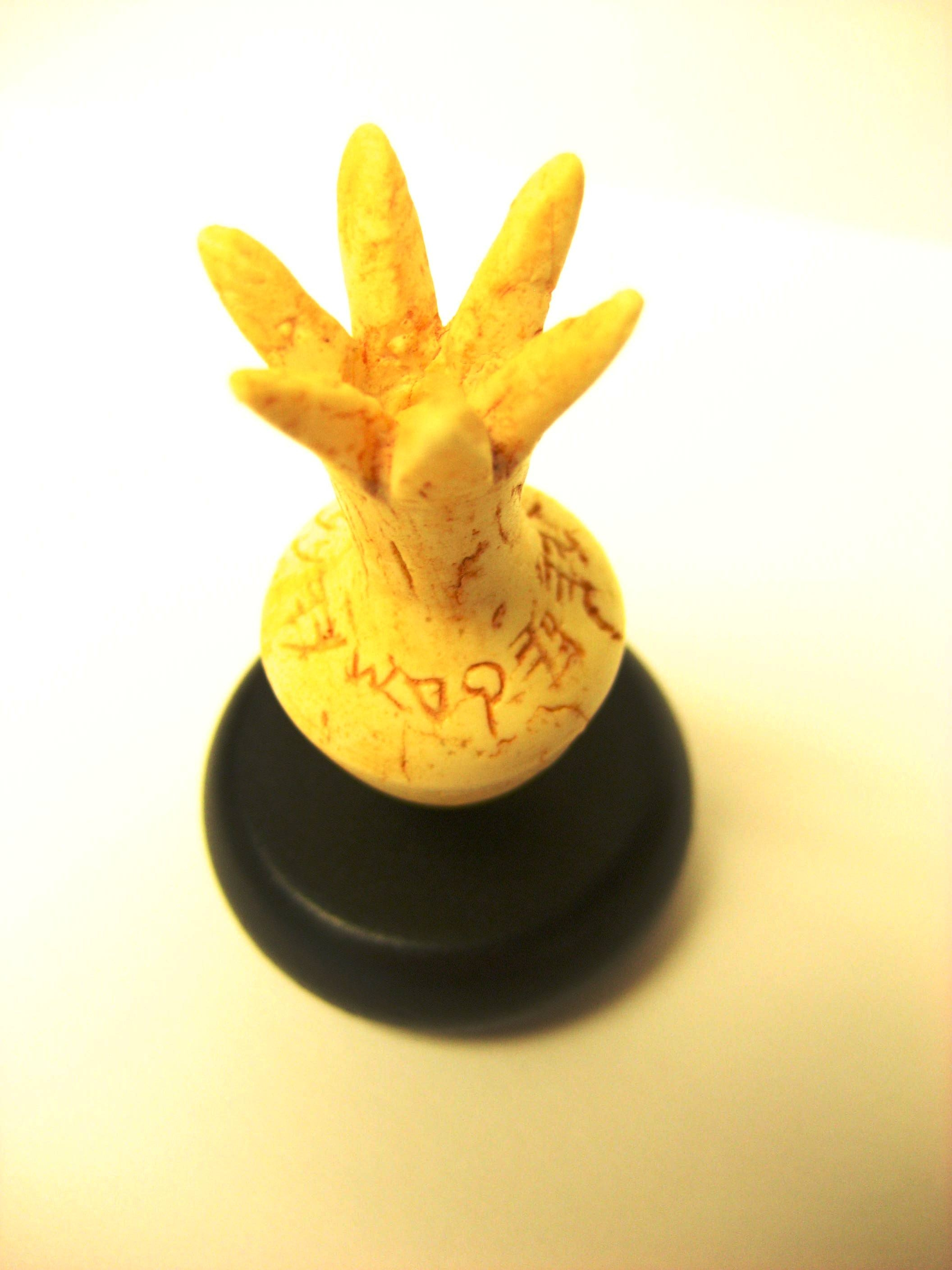
Una foto del artefacto reconstruido

La Sociedad de Arqueología Bíblica y su fundador, Hershel Shanks, se vieron envueltos en una disputa de autenticidad tras el descubrimiento de una granada de marfil con la inscripción «Santo para los sacerdotes, perteneciente al Templo de Yahvé», considerada el único artefacto que se conserva del Primer Templo de Salomón. Tras ser adquirida por el epigrafista académico André Lemaire en una tienda de antigüedades de Jerusalén por 3000 dólares estadounidenses, Shanks publicó un relato accesible del descubrimiento de la granada en la revista Biblical Archaeology Review. La granada se vendió a un precio inflado, del que Shanks se atribuyó el mérito debido a su promoción en la publicación de la Sociedad de Arqueología Bíblica. Sin embargo, la Autoridad de Antigüedades de Israel posteriormente consideró que la inscripción era falsa y acusó a Lemaire de falsificación.

### Osario de Santiago

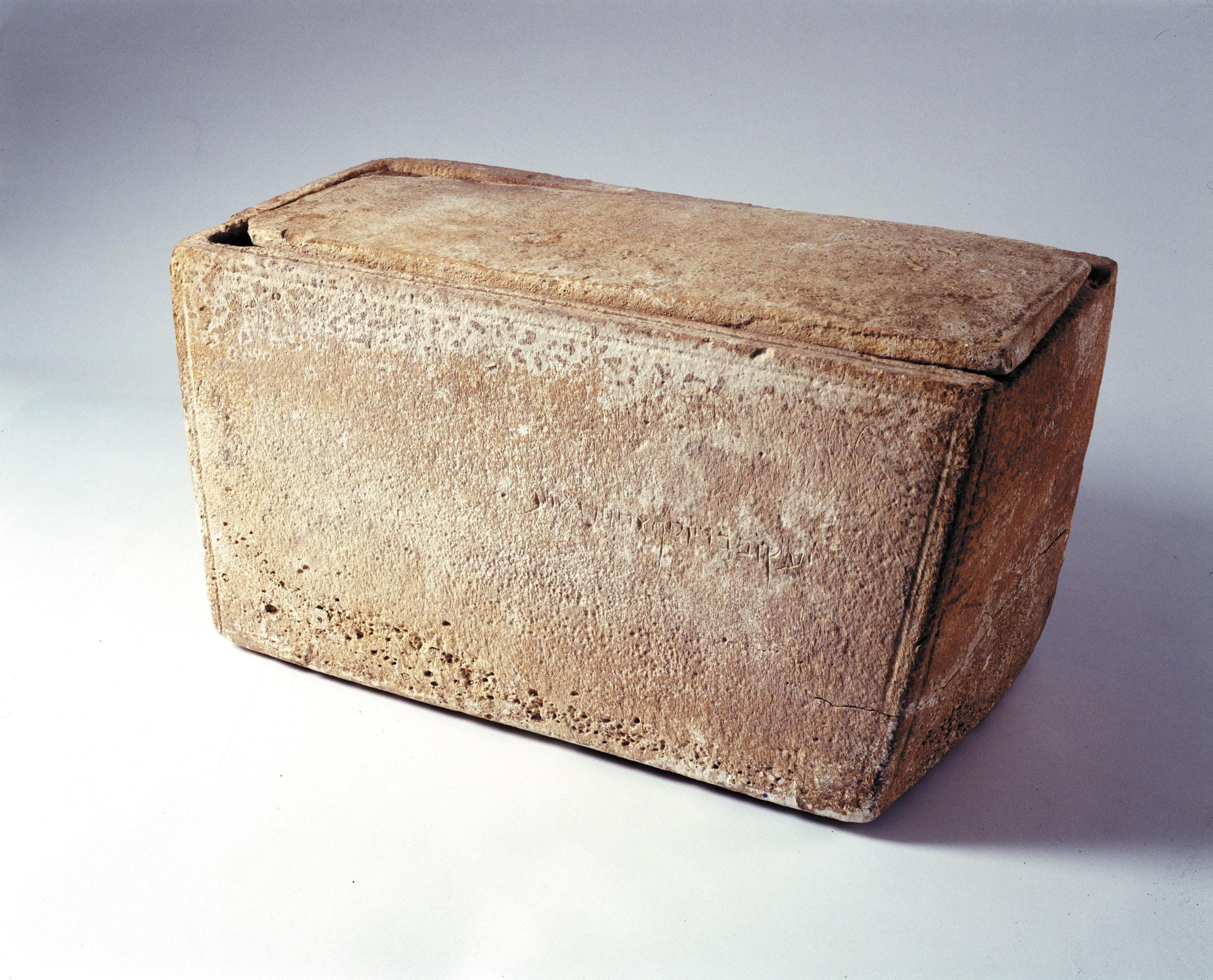
El osario de piedra caliza atribuido a Santiago, hermano de Jesús.

La Sociedad de Arqueología Bíblica se vio posteriormente envuelta en un escándalo mundial, nuevamente relacionado con cuestiones de autenticidad en torno a los artículos autenticados por Lemaire. En mayo de 2002, el ingeniero de Tel Aviv Oded Golan compró un osario (caja funeraria) de piedra caliza del siglo I, adornado con la inscripción aramea «Santiago, hijo de José, hermano de Jesús». Al darse cuenta del posible significado de la pieza, Golan invitó a Lemaire a examinar las inscripciones del osario. Lemaire y la Sociedad de Arqueología Bíblica presentaron el osario al Servicio Geológico de Israel para su análisis, ante lo cual no encontraron motivos para dudar de su autenticidad. Posteriormente, en 2002, Lemaire publicó un artículo «exclusivo» sobre su hallazgo en un número de la Biblical Archaeology Review. Al día siguiente, el osario causó un frenesí mediático y apareció en los principales periódicos de todo el mundo, incluidos The New York Times y The Washington Post. Posteriormente, la sociedad colaboró con el Museo Real de Ontario para exhibir el osario, atrayendo a 95.000 visitantes y generando, solo para Shanks, 28.000 dólares. Posteriormente, la Sociedad de Arqueología Bíblica publicó un libro y vendió los derechos televisivos del osario, generando un documental que luego se lanzó en DVD. Se sugirió que la sociedad explotó comercialmente el objeto, sin ser técnicamente propietaria del osario.
El descubrimiento de la caja generó opiniones divididas entre los académicos, y algunos arqueólogos cuestionaron de inmediato y públicamente la autenticidad del osario debido a que se compró a un anticuario, en lugar de haber sido excavado bajo condiciones controladas por arqueólogos profesionales. Una vez más, la Autoridad de Antigüedades de Israel consideró que el osario era una falsificación y que la inscripción era una adición moderna a un antiguo ataúd de piedra caliza. La autoridad sugirió que el descubrimiento había sido "el fraude del siglo". El comerciante original del osario fue acusado, y posteriormente absuelto, de operar una red internacional de falsificación y de falsificar la inscripción en cuestión. Se ha sugerido que su absolución se debió a una acusación con fondos insuficientes y una investigación poco exhaustiva, y el juez admitió que el juicio no demostró necesariamente la autenticidad del objeto. Shanks y su sociedad fueron considerados los "más enérgicos defensores" del objeto, particularmente evidente en su continua persecución pública de los académicos que consideraban que el osario era una falsificación. Shanks sostenía que el escepticismo en torno a la autenticidad del osario se podía reducir a dos científicos del comité de la Autoridad de Antigüedades de Israel, el profesor Yuval Goren y el doctor Avner Ayalon. En cuanto a la insistencia de la Sociedad de Arqueología Bíblica sobre la autenticidad del osario, algunos académicos han sugerido motivos financieros y la exposición pública obtenida a través de su legitimidad. La autenticidad del osario sigue sin determinarse, ya que, si bien los involucrados fueron absueltos, el juez se negó a pronunciarse sobre la supuesta falsificación.

### Manuscritos del Mar Muerto
Aunque la Sociedad de Arqueología Bíblica fue decisiva en la liberación de los Manuscritos del Mar Muerto, en agosto de 2000, el erudito israelí Elisha Qimron presentó una demanda contra ellos por violación de los derechos de autor, materiales y morales, en su publicación de Un facsímil de los Rollos del Mar Muerto. Qimron se opuso tanto a la publicación de un texto compuesto funcional en rollo, titulado «MMT», en cuya traducción había participado activamente durante años, como a las publicaciones posteriores en las que Shanks aludía a las conductas preventivas y controladoras de los académicos interesados. Shanks y la Sociedad de Arqueología Bíblica refutaron esta afirmación, sugiriendo que la obra se publicó para intentar ilustrar "el esfuerzo del establishment por mantener la discreción". Este argumento fue refutado por el Tribunal de Distrito, ya que sugirieron que Shanks había confundido "el derecho a investigar el Rollo… con la apropiación del trabajo ajeno". Shanks, a través de la Sociedad de Arqueología Bíblica, había estado vendiendo los volúmenes de fotos a 195 dólares el juego. El tribunal dictaminó que la Sociedad de Arqueología Bíblica debía detener la distribución de su compilación de dos volúmenes de fotografías de los Manuscritos del Mar Muerto en Israel. El juez concluyó que Qimron sí tenía derechos de autor sobre su obra debido al necesario ensamblaje del manuscrito MMT, que dependía de la investigación lingüística y que consistía en una creación original. Posteriormente, Shanks y la Sociedad de Arqueología Bíblica fueron demandados por violación de derechos de autor y responsables de 100.000 dólares en daños y perjuicios debido a la pérdida de regalías editoriales, pérdida de ingresos, angustia mental y daño a la reputación de Qimron.
En su autobiografía de 2010, Liberando los Rollos del Mar Muerto, y otras aventuras de un forastero en la arqueología, Shanks aborda los acontecimientos y admite que la Sociedad de Arqueología Bíblica fue a menudo acusada de "controversia". El libro también analiza otra controversia en la que estuvo involucrada la sociedad, en la que se la asoció con el descubrimiento de la placa de Yehoash, una inscripción hebrea de 15 líneas que también se consideró una falsificación. Sin embargo, Shanks continúa acusando a la Autoridad de Antigüedades de Israel de "participar en una arqueología politizada" en cuestiones de autenticidad.